# Sally Field
Sally Margaret Field (Pasadena, 6 novembre 1946) è un'attrice statunitense.
Il successo arriva con il film Norma Rae, per il quale vince il Prix d'interprétation féminine al Festival di Cannes, il Golden Globe e l'Oscar alla miglior attrice nel 1980. Nel 1985 vince il suo secondo Oscar e un secondo Golden Globe come miglior attrice per Le stagioni del cuore. In campo televisivo, è nota per il suo ruolo nella serie tv Brothers & Sisters - Segreti di famiglia dal 2006 al 2011, che le è valso un Emmy Award e uno Screen Actors Guild Award.

## Biografia
Nata in California, figlia dell'ufficiale dell'esercito Richard Dryden Field e dell'attrice Margaret Morlan, i suoi genitori divorziano quando lei ha tre anni. Studia recitazione con Lee Strasberg ed esordisce sul grande schermo nel 1962 nel film Un tipo lunatico. La grande popolarità arriva grazie alla sitcom televisiva The Flying Nun (1967-70). Nel 1979 il suo talento di attrice viene consacrato dall'interpretazione della protagonista in Norma Rae, che le vale il Prix d'interprétation féminine al Festival di Cannes, il Golden Globe e il premio Oscar alla miglior attrice protagonista. Nel 1981 è accanto a Paul Newman in Diritto di cronaca di Sydney Pollack.
Nel 1985 vince il suo secondo Oscar e un secondo Golden Globe come miglior attrice per Le stagioni del cuore. Per il cinema lavora ancora in film come Fiori d'acciaio di Herbert Ross, Mrs. Doubtfire - Mammo per sempre, al fianco di Robin Williams, e in Forrest Gump, in cui interpreta la madre del protagonista, Tom Hanks.
Attiva anche nel campo televisivo, recita in alcuni episodi di E.R. - Medici in prima linea e fa parte del cast della serie TV Brothers & Sisters - Segreti di famiglia con il ruolo di Nora Walker. Nel 2012 interpreta il ruolo di Mary Todd Lincoln nel film Lincoln diretto da Steven Spielberg; per questo ruolo ottiene molti riconoscimenti, tra cui la candidatura al premio Oscar alla miglior attrice non protagonista, e al Golden Globe, quella ai BAFTA e agli Screen Actors Guild Award.
Nel maggio 2014 riceve una stella sulla Hollywood Walk of Fame di Los Angeles.

## Vita privata
Negli anni 70 è stata legata sentimentalmente all'attore Burt Reynolds. Si è sposata due volte, la prima dal 1968 al 1975 con Steven Craig, dal quale ha avuto due figli, Peter (1969) e Eli (1972), la seconda dal 1984 al 1993 con il produttore Alan Greisman, dal quale ha avuto un altro figlio nel 1987.

## Filmografia

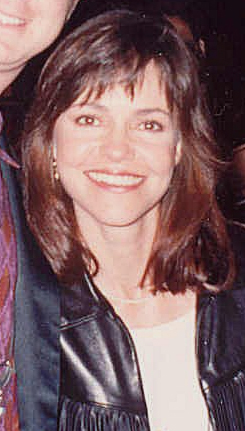
Sally Field ai Premi Oscar 1990

### Attrice

#### Cinema
- Un tipo lunatico (Moon Pilot), regia di James Neilson (1962)
- La via del West (The Way West), regia di Andrew V. McLaglen (1967)
- Il gigante della strada (Stay Hungry), regia di Bob Rafelson (1976)
- Il bandito e la "Madama" (Smokey and the Bandit), regia di Hal Needham (1977)
- Gli eroi (Heroes), regia di Jeremy Kagan (1977)
- La fine... della fine (The End), regia di Burt Reynolds (1978)
- Collo d'acciaio (Hooper), regia di Hal Needham (1978)
- Norma Rae, regia di Martin Ritt (1979)
- L'inferno sommerso (Beyond the Poseidon Adventure), regia di Irwin Allen (1979)
- Una canaglia a tutto gas (Smokey and the Bandit II), regia di Hal Needham (1980)
- Back Roads (Back Roads), regia di Martin Ritt (1981)
- Diritto di cronaca (Absence of Malice), regia di Sydney Pollack (1981)
- C'è... un fantasma tra noi due (Kiss Me Goodbye), regia di Robert Mulligan (1982)
- Le stagioni del cuore (Places in the Heart), regia di Robert Benton (1984)
- L'amore di Murphy (Murphy's Romance), regia di Martin Ritt (1985)
- Mi arrendo... e i soldi? (Surrender), regia di Jerry Belson (1988)
- L'ultima battuta (Punchline), regia di David Seltzer (1988)
- Fiori d'acciaio (Steel Magnolias), regia di Herbert Ross (1989)
- Mai senza mia figlia! (Not Without My Daughter), regia di Brian Gilbert (1991)
- Bolle di sapone (Soapdish), regia di Michael Hoffman (1991)
- Mrs. Doubtfire - Mammo per sempre (Mrs. Doubtfire), regia di Chris Columbus (1993)
- Forrest Gump, regia di Robert Zemeckis (1994)
- La prossima vittima (Eye for an Eye), regia di John Schlesinger (1996)
- Qui dove batte il cuore (Where the Heart Is), regia di Matt Williams (2000)
- Dimmi che non è vero (Say It Isn't So), regia di James B. Rogers (2001)
- Una bionda in carriera (Legally Blonde 2: Red, White & Blonde) (2003)
- Due settimane - Two Weeks (Two Weeks), regia di Steve Stockman (2006)
- The Amazing Spider-Man, regia di Marc Webb (2012)
- Lincoln, regia di Steven Spielberg (2012)
- The Amazing Spider-Man 2 - Il potere di Electro (The Amazing Spider-Man 2), regia di Marc Webb (2014)
- Hello, My Name Is Doris, regia di Michael Showalter (2015)
- Little Evil, regia di Eli Craig (2017)
- Spoiler Alert, regia di Michael Showalter (2022)
- 80 voglia di Brady, regia di Kyle Marvin (2023)

#### Televisione
- Gidget - serie TV, 32 episodi (1965-1966)
- Occasional Wife - serie TV, 1 episodio (1966)
- Hey, Landlord - serie TV, 4 episodi (1967)
- The Flying Nun - serie TV, 82 episodi (1967-1970)
- Bracken's World - serie TV, 1 episodio (1970)
- Maybe I'll Come Home in the Spring, regia di Joseph Sargent - film TV (1971)
- Hitched, regia di Boris Sagal - film TV (1971)
- Marcus Welby (Marcus Welby, M.D.) - serie TV, 1 episodio (1971)
- Marriage: Year One, regia di William A. Graham - film TV (1971)
- Codice criminale (Mongo's Back in Town), regia di Marvin J. Chomsky - film TV (1971)
- Due onesti fuorilegge (Alias Smith and Jones) - serie TV, 2 episodi (1971-1972)
- Natale con i tuoi (Home for the Holidays), regia di John Llewellyn Moxey - film TV (1972)
- Mistero in galleria (Night Gallery) - serie TV, 1 episodio (1973)
- The Girl with Something Extra - serie TV, 22 episodi (1973-1974)
- Bridger, regia di David Lowell Rich - film TV (1976)
- Sybil, regia di Daniel Petrie - miniserie TV (1976)
- All the Way Home, regia di Delbert Mann - film TV (1981)
- A Woman of Independent Means, regia di Robert Greenwald - miniserie TV (1995)
- Merry Christmas, George Bailey, regia di Matthew Diamond - film TV (1997)
- Murphy Brown - serie TV, 1 episodio (1998)
- Dalla Terra alla Luna (From the Earth to the Moon), regia di Sally Field - miniserie TV (1998)
- Un insolito destino (A Cooler Climate), regia di Susan Seidelman - film TV (1999)
- David Copperfield, regia di Peter Medak - miniserie TV (2000)
- E.R. - Medici in prima linea (ER) - serie TV, 12 episodi (2000-2006)
- Conviction, regia di Jon Avnet - film TV (2005)
- Brothers & Sisters - Segreti di famiglia (Brothers & Sisters) - serie TV, 109 episodi (2006-2011)
- Maniac - miniserie TV (2018)
- Messaggi da Elsewhere (Dispatches from Elsewhere) – serie TV (2020)
- Winning Time - L'ascesa della dinastia dei Lakers (Winning Time: The Rise of the Lakers Dynasty) – serie TV, 9 episodi (2022)

### Regista
- L'albero di Natale (The Christmas Tree) - film TV (1996)
- Dalla Terra alla Luna (From the Earth to the Moon) - miniserie TV (1998)
- Beautiful - Una vita da miss (Beautiful) (2000)

### Produttrice
- Scelta d'amore - La storia di Hilary e Victor (Dying Yong), regia di Joel Schumacher (1991)
- A Woman of Independent Means, regia di Robert Greenwald - miniserie TV (1995)
- L'albero di Natale (The Christmas Tree), regia di Sally Field - film TV (1996)
- The Lost Children of Berlin, regia di Elizabeth McIntyre (1997)

### Doppiatrice
- Sassy in In fuga a quattro zampe, Quattro zampe a San Francisco
- Marina Del Rey in La sirenetta - Quando tutto ebbe inizio

## Teatro
- La capra o chi è Sylvia? di Edward Albee, regia di David Esbjornson. John Golden Theatre di Broadway (2002)
- Lo zoo di vetro di Tennessee Williams, regia di Sam Gold. Belasco Theatre di Broadway (2017)
- Erano tutti miei figli di Arthur Miller, regia di Jeremy Herrin. Old Vic di Londra (2019)

## Riconoscimenti
Nel corso della sua carriera Sally Field ha vinto 2 Premi Oscar (Norma Rae, Le stagioni del cuore) su 3 candidature (insieme a Lincoln), 3 Emmy Awards (Sybil, E.R., Brothers & Sisters), 2 Golden Globe (Norma Rae, Le stagioni del cuore), 1 Screen Actors Guild Award (Brothers & Sisters), 1 Prix d'interprétation féminine al Festival di Cannes (Norma Rae), 1 Prism Award (Brothers & Sisters), 1 Kansas City Film Critics Circle Award (Norma Rae), 1 Los Angeles Film Critics Association Award (Norma Rae), 1 National Board of Review Award (Norma Rae), 1 National Society of Film Critics Award (Norma Rae), 1 New York Film Critics Circle Awards (Norma Rae).
Il suo nome è anche incluso nella Young Hollywood Hall of Fame (1960's).

## Doppiatrici italiane
Nelle versioni in italiano delle opere in cui ha recitato, Sally Field è stata doppiata da:
- Serena Verdirosi in Il gigante della strada, Il bandito e la "Madama", Una canaglia a tutto gas, Back Roads, Diritto di cronaca, Le stagioni del cuore, L'amore di Murphy, L'ultima battuta, Fiori d'acciaio, Bolle di sapone, Due settimane - Two Weeks, Sybil, Dalla Terra alla Luna, David Copperfield, Messaggi da Elsewhere
- Melina Martello in Mai senza mia figlia, Brothers & Sisters - Segreti di famiglia, The Amazing Spider-Man, The Amazing Spider-Man 2 - Il potere di Electro, Hello, My Name Is Doris, Little Evil, Spoiler Alert, Winning Time - L'ascesa della dinastia dei Lakers
- Rossella Izzo in La prossima vittima, Qui dove batte il cuore, Dimmi che non è vero, 80 voglia di Brady
- Silvia Pepitoni in Mrs. Doubtfire - Mammo per sempre, A Cooler Climate - Un insolito destino
- Chiara Salerno in Lincoln, Maniac
- Flaminia Jandolo in La via del West
- Paila Pavese in Norma Rae
- Emanuela Rossi in L'inferno sommerso
- Roberta Greganti in Mi arrendo... e i soldi?
- Maria Pia Di Meo in Forrest Gump
- Manuela Andrei in Una bionda in carriera
- Liliana Sorrentino in E.R. - Medici in prima linea

Da doppiatrice è stata sostituita da:
- Claudia Balboni in In fuga a quattro zampe, Quattro zampe a San Francisco
- Ludovica Modugno in La sirenetta - Quando tutto ebbe inizio (dialoghi)
- Giò Giò Rapattoni in La sirenetta - Quando tutto ebbe inizio (canto)